# William Dunlop
William Dunlop (Ballymoney, 23 luglio 1985 – Skerries, 7 luglio 2018) è stato un pilota motociclistico nordirlandese.
Proveniente da una famiglia di motociclisti, era il fratello maggiore di Michael Dunlop. I due sono figli di Robert Dunlop e nipoti di Joey Dunlop.

## Biografia
William Dunlop iniziò a correre all'età di 15 anni in classe 125. Dopo un'unica apparizione nel Motomondiale 2009 come wild card alla guida di una Honda, Dunlop si concentrò esclusivamente sulle corse stradali, ottenendo in tutto 108 vittorie sui vari circuiti irlandesi. Fino al 2015, Dunlop corse per il team Tyco BMW Motorrad Racing, portando in gara una BMW S1000RR e una Suzuki GSX-R600, mentre nel 2016 prese parte alle più importanti gare internazionali con una Yamaha YZF-R1 e una Yamaha YZF-R6, rispettivamente nelle classi Superbike e Supersport. A questi impegni si aggiunse la partecipazione ad alcune gare del campionato britannico Superstock, in sella a una Kawasaki Ninja ZX-10R. Per quanto riguarda il Tourist Trophy, William Dunlop vi ha partecipato dal 2006 al 2017, ottenendo in totale quattro terzi posti, e un secondo al TT Zero del 2016, ma subendo anche un grave infortunio nel 2014, quando si ruppe la gamba sinistra in due punti durante la gara della classe Senior TT. Tra le altre affermazioni, spiccano le quattro alla North West 200, le sette al Gran Premio motociclistico dell'Ulster e le due vittorie alla Tandragee 100 del 2015, ottenute in categoria Supersport e in categoria Senior.

## L'incidente mortale
William Dunlop morì per le ferite riportate in un incidente avvenuto durante le qualifiche della Skerries 100 del 2018.

## Risultati nel motomondiale
| 2009 | Classe | Moto  |  |  |  |  |  |  |  |  |  |  |  |  |  |  |  |  |    |  | Punti | Pos. |
| ---- | ------ | ----- |  |  |  |  |  |  |  |  |  |  |  |  |  |  |  |  | -- |  | ----- | ---- |
| 2009 | 250    | Honda |  |  |  |  |  |  |  |  |  |  |  |  |  |  |  |  | 18 |  | 0     |      |

| Legenda | 1º posto        | 2º posto            | 3º posto            | A punti      | Senza punti        | Grassetto – Pole position Corsivo – Giro più veloce |
| Legenda | Gara non valida | Non qual./Non part. | Ritirato/Non class. | Squalificato | '-' Dato non disp. | Grassetto – Pole position Corsivo – Giro più veloce |